# چیفتلیک‌کوی
چیفتلیک‌کوی (به ترکی استانبولی: Çiftlikköy)  دهکده ساحلی است در کشور ترکیه که در استان یالوا واقع شده‌است. جمعیت این شهر بر اساس سرشماری سال ۲۰١٩ میلادی ٤١٨٨٢ نفر می‌باشد.